# Eichenwies
Eichenwies ist ein Dorf im Wahlkreis Rheintal des Kantons St. Gallen.

## Geographie
Begrenzt durch den Rhein und den Ausläufer des Alpsteingebirges, liegt Eichenwies im Herzen des St. Galler Rheintals.
Eichenwies gehört neben Montlingen, Kriessern, Kobelwald sowie den Weilern Moos, Rehag, Stieg, Freienbach, Stein, Kobelwies, Watt und Hard zur politischen Gemeinde Oberriet.

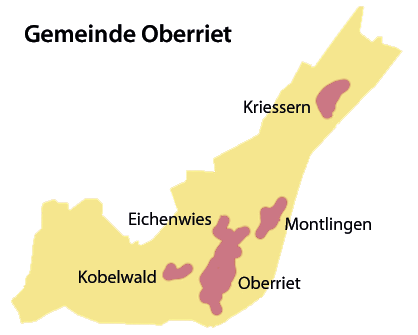
Karte der Gemeinde Oberriet mit den Orten

## Das Dorf in Zahlen
Mit dem Stand vom 31. Dezember 2009 hatte Eichenwies 1374 Einwohner. Dies entspricht dem Anteil von 18 Prozent der Gemeinde Oberriet, welche insgesamt 8102 Einwohner zählt.

## Geschichte
Eichenwies hat sich am Ende des 20. Jahrhunderts bevölkerungsmässig stark entwickelt und ist mittlerweile völlig mit der Dorfschaft Oberriet zusammengewachsen.

## Infrastruktur

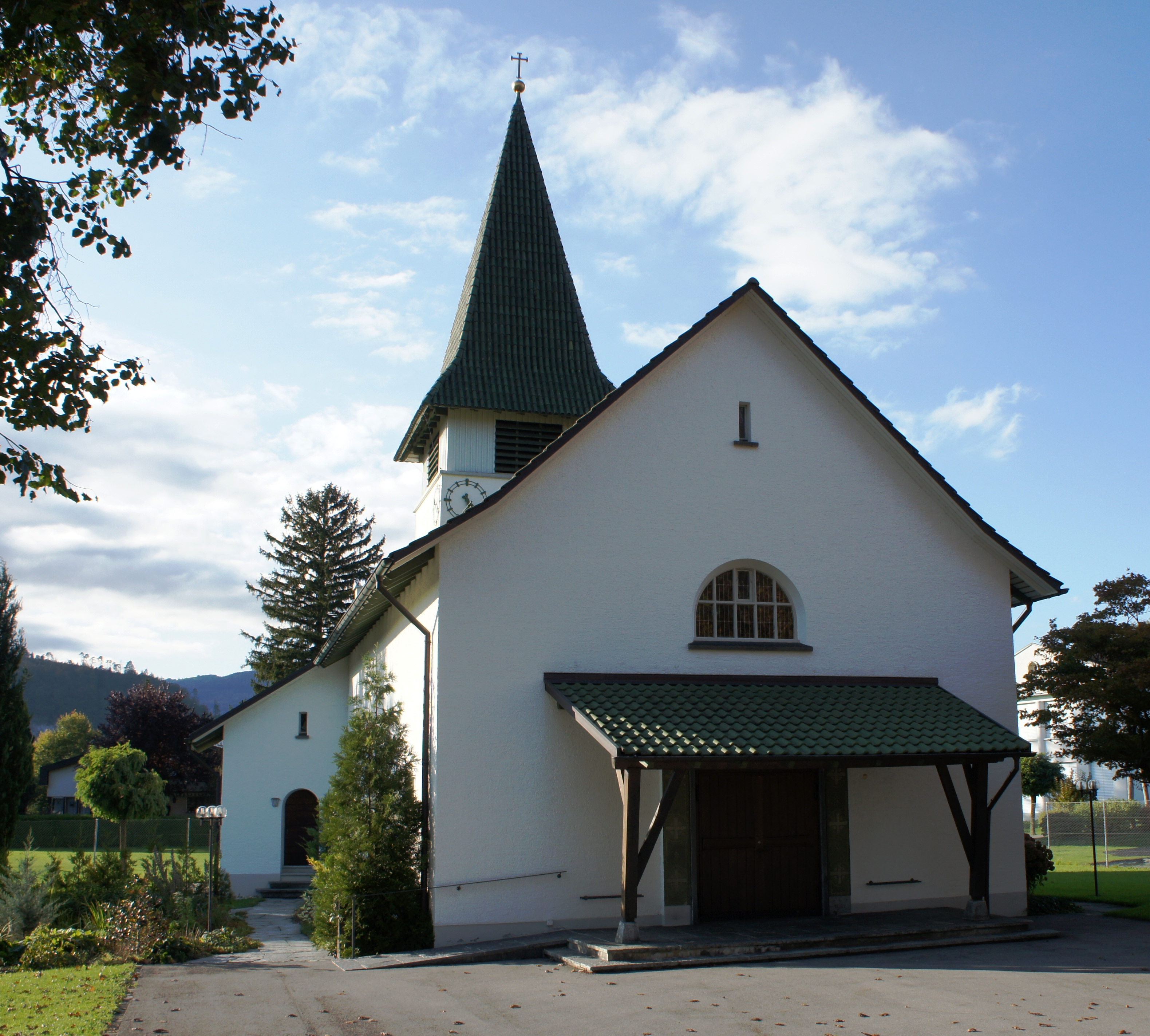
Kapelle Eichenwies

Im Ortsteil Eichenweis befinden sich der Bahnhof Oberriet und einige Gewerbebetriebe, Geschäfte und Restaurants. Das Schulhaus für die Primarstufe und der Kindergarten; die dem Heiligen Josef geweihte Kapelle (17. Jh. / Neubau um 1951) sowie der Friedhof gehören ebenfalls zum Ortsbild. Die Katholiken von Eichenwies gehören zur Pfarrei Montlingen, die der Seelsorgeeinheit Blattenberg angeschlossen ist. Die reformierten Gläubigen werden vom Pfarramt in Eichberg aus betreut und haben 1987 in Eichenwies ein Kirchgemeindehaus im ehemaligen Kino an der Bahnhofstrasse eingerichtet.

## Sehenswürdigkeiten

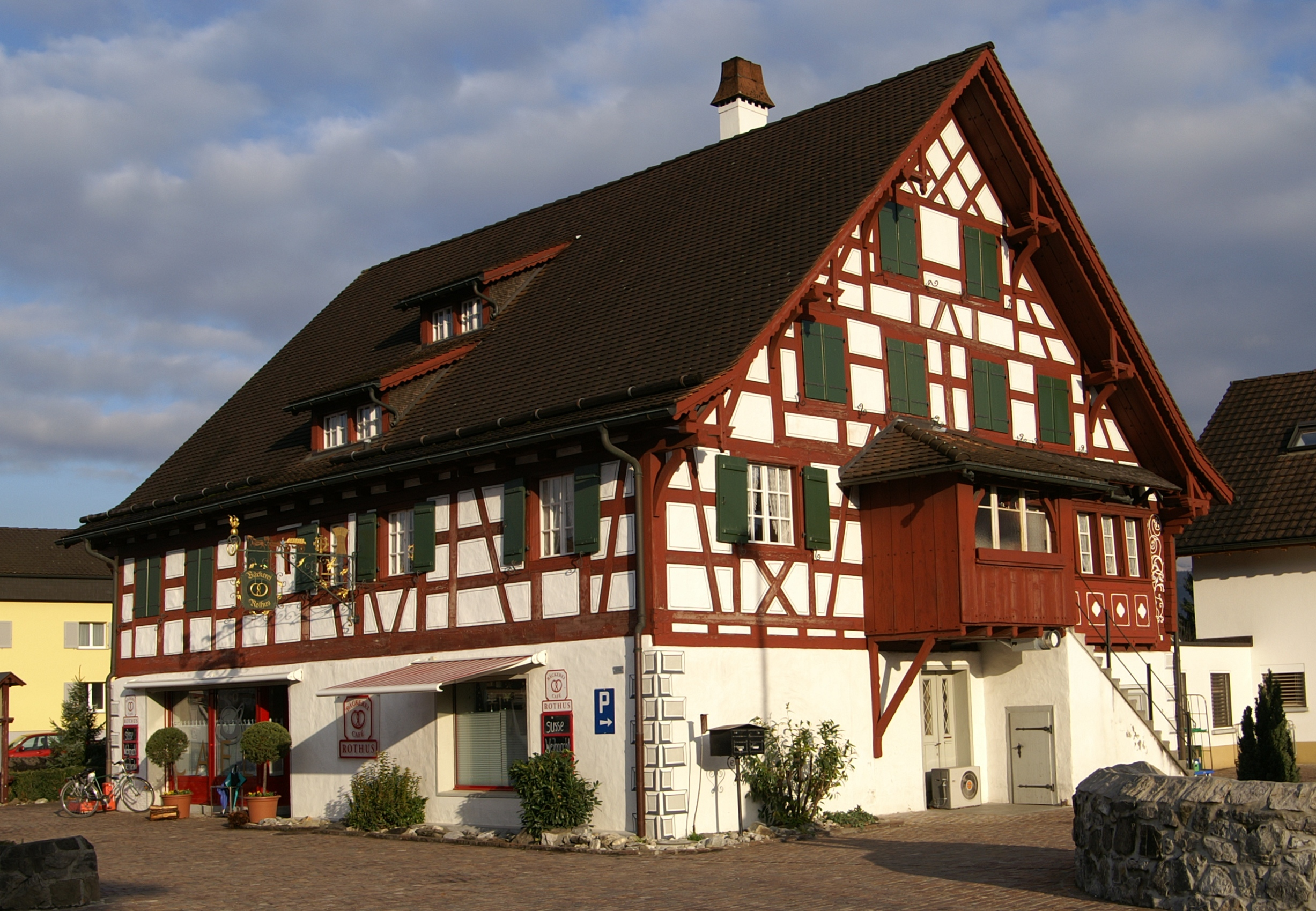
Das «Rothus» im Zentrum von Eichenwies

Der prächtige Riegelbau «Rothus», einst Sitz der Gemeindeverwaltung, steht in Eichenwies und beherbergt heute das Gemeindemuseum.

## Ortsgemeinde Eichenwies
Die Ortsgemeinde Eichenwies wurde im 19. Jahrhundert gebildet und erbringt für die in der Korporation zusammengeschlossenen Ortsbürger gemeinnützige, kulturelle und öffentliche Leistungen für die Dorfgemeinschaft. Sie besitzt im Jahr 2022 verschiedene Liegenschaften, Waldflächen, Kulturland und die Alp „Eichenwieser Schwamm“. Die Verwaltung der Ortsgemeinde wird durch mehrere Personen unter dem Vorsitz des Präsidenten der Ortsgemeinde organisiert.

### Liegenschaften
Zum Eigentum der Ortsgemeinde zählen der im Jahr 2016 neu gebaute Ortsgemeindesaal (Alvierstrasse), der Kindergarten, bezeichnet „Alter Kindergarten“ mit einer Mietwohnung (Kindergartenstrasse) und ein Wohnhaus mit Stall und Wiesenparzelle (Sonnenstrasse 6).

### Waldparzellen
Die bewaldeten Flurstücke sind in absteigender Flächengrösse Schwammtobel, Churz- und Langstuck, Semelenberg, Haltinerswald, Alp Schwamm, Hinterries und Wattwald. Sie werden naturnah bewirtschaftet und dienen neben der Holzgewinnung als natürlicher Lebensraum für Tier- und Pflanzenarten, als Aufenthaltsort für ruhesuchende Menschen und zur Bindung von Kohlendioxid.

### Kulturland
Das aus mehreren Flächen im Eigentum der Ortsgemeinde bestehende Kulturland wurde für landwirtschaftliche Zwecke verpachtet, als Bauland für Familien und ältere Menschen mit Betreuung durch Ordensschwestern, sowie zur Ansiedlung von Unternehmen in Gewerbe- und Industriegebieten verkauft.